# Scott Sidney
Scott Sidney (1872 – 20 de junio de 1928) fue un director, guionista y actor cinematográfico de nacionalidad estadounidense, activo en la época del cine mudo.
Su verdadero nombre era Harry Wilbur Siggins, y dirigió 117 producciones estrenadas entre 1913 y 1927.
Falleció en 1928 en Londres, Inglaterra, a causa de una dolencia cardiaca.

## Selección de su filmografía

### Director
- The Adventures of Shorty (1914)
- The Toast of Death (1915)
- The Green Swamp (1916)
- Tarzán de los monos (1918)
- 813 (1920)
- The Adventures of Tarzan (1921)
- Call the Wagon (1923)
- Charley's Aunt (1925)

### Guionista
- Alf's Carpet (1929)